# Бівер-Сіті (Небраска)
Бівер-Сіті (англ. Beaver City) — місто (англ. city) в США, в окрузі Фернас штату Небраска. Населення — 537 осіб (2020).

## Географія
Бівер-Сіті розташований за координатами 40°8′18″ пн. ш. 99°49′39″ зх. д. / 40.13833° пн. ш. 99.82750° зх. д. (40.138332, -99.827615).  За даними Бюро перепису населення США в 2010 році місто мало площу 2,56 км², уся площа — суходіл.

## Демографія
Згідно з переписом 2010 року, у місті мешкало 609 осіб у 278 домогосподарствах у складі 154 родин. Густота населення становила 238 осіб/км².  Було 357 помешкань (139/км²).
Расовий склад населення:
| - 96,1 % — білих - 1,0 % — корінних американців - 0,5 % — чорних або афроамериканців - 0,2 % — азіатів |

До двох чи більше рас належало 1,6 %. Частка іспаномовних становила 2,3 % від усіх жителів.
За віковим діапазоном населення розподілялося таким чином: 23,0 % — особи молодші 18 років, 51,1 % — особи у віці 18—64 років, 25,9 % — особи у віці 65 років та старші. Медіана віку мешканця становила 47,1 року. На 100 осіб жіночої статі у місті припадало 97,1 чоловіків;  на 100 жінок у віці від 18 років та старших — 88,4 чоловіків також старших 18 років.
Середній дохід на одне домашнє господарство  становив 39 887 доларів США (медіана — 36 776), а середній дохід на одну сім'ю — 46 621 долар (медіана — 45 450). За межею бідності перебувало 21,2 % осіб, у тому числі 35,8 % дітей у віці до 18 років та 4,4 % осіб у віці 65 років та старших.
Цивільне працевлаштоване населення становило 283 особи. Основні галузі зайнятості: освіта, охорона здоров'я та соціальна допомога — 20,8 %, роздрібна торгівля — 19,8 %, виробництво — 14,5 %, публічна адміністрація — 12,7 %.